# Rabenwald Kogel
Rabenwald Kogel är ett berg i Österrike.   Det ligger i distriktet Weiz och förbundslandet Steiermark, i den östra delen av landet, 110 km söder om huvudstaden Wien. Toppen på Rabenwald Kogel är 1 278 meter över havet, eller 510 meter över den omgivande terrängen. Bredden vid basen är 9,0 km.
Terrängen runt Rabenwald Kogel är huvudsakligen kuperad. Närmaste större samhälle är Weiz, 13,1 km sydväst om Rabenwald Kogel. 
I omgivningarna runt Rabenwald Kogel växer i huvudsak blandskog. Runt Rabenwald Kogel är det ganska tätbefolkat, med 75 invånare per kvadratkilometer.